# Пчелиная обножка

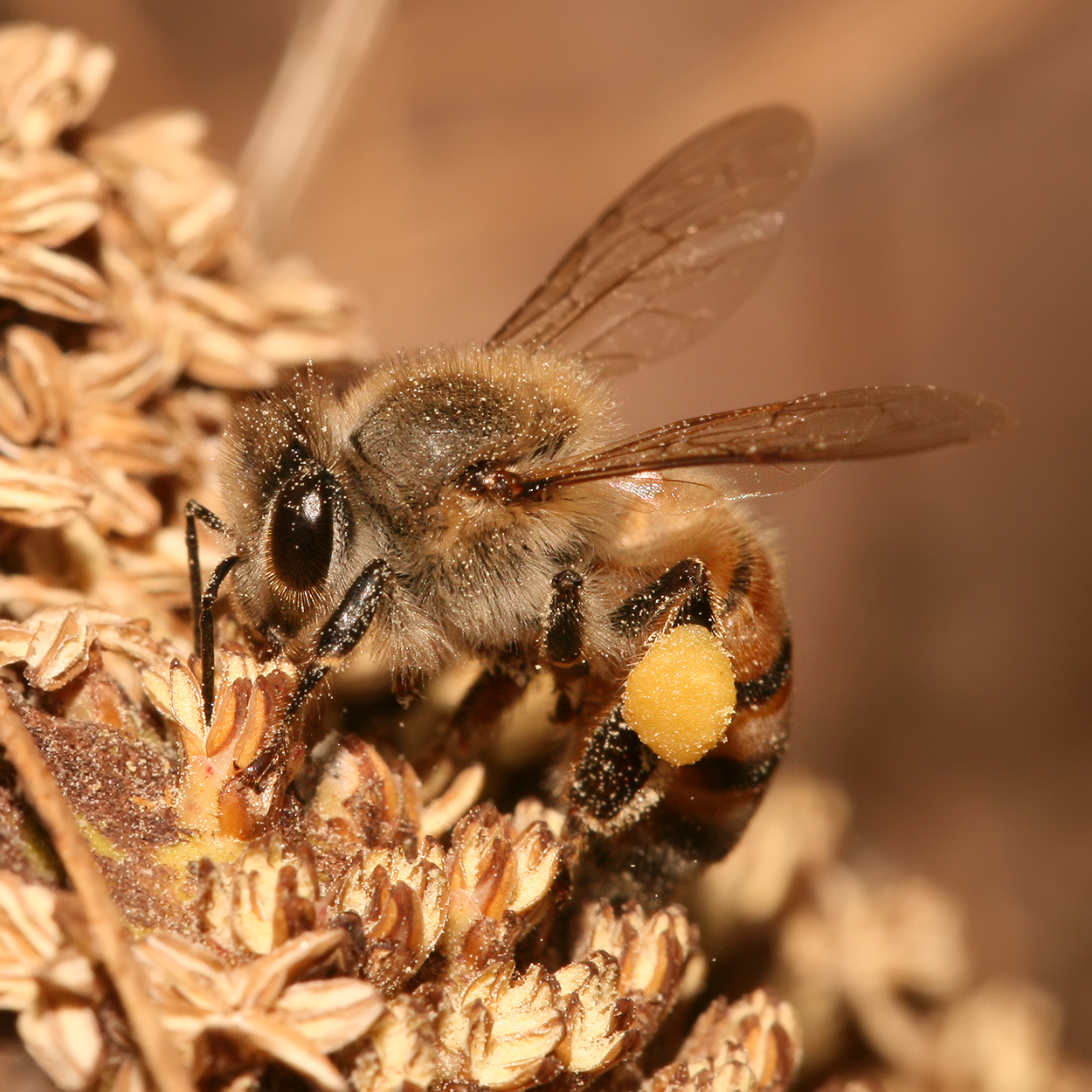
Медоносная пчела. Хорошо виден комок обножки на задней ноге пчелы

Пчели́ная обно́жка — название цветочной пыльцы, собранной медоносной пчелой и склеенной секретами её желёз в гранулы.
Когда пчела посещает цветки растений, к её телу прилипает большое количество зёрен пыльцы. Чтобы не растерять пыльцу и для удобства её транспортировки в улей, пчела тут же на цветке либо при полёте «вычёсывает» пыльцу специальными щёточками ног и складывает её в виде маленьких комков в т. н. «корзиночки» на задней паре ног. При этом пчела склеивает отдельные зёрна пыльцы секретом своих слюнных желёз. Такое собрание пыльцы и называется обножкой.
Пчелиная обножка образована разноцветными гранулами размером 1—3 мм. Цвет зависит от видов растений, с которых она была собрана пчелой. Вкус пряный, варьируется от сладкого до горького. Запах — цветочно-медовый. Пчелиная обножка применяется в народной медицине и в косметологии.
Пчелиная обножка — это второй по объёму потребления и первый по значимости пищевой продукт пчелиной семьи. Сложенная и утрамбованная в соты, залитая сверху мёдом обножка называется пергой.